# 공화당 전당대회
공화당 전당대회(Republican National Convention, RNC)는 미국 공화당 (미국)이 1856년부터 4년마다 개최하는 일련의 대통령 지명 전당대회이다. 이는 공화당 전국위원회(Republican National Committee)에서 관리한다. 공화당 전당대회의 목표는 미국의 대통령과 부통령 후보를 공식 지명·인정하고, 종합적인 정당 강령을 채택해 당을 단일화하고, 가을 캠페인을 홍보·출시하는 것이다.
미국 50개 주 전체와 푸에르토리코와 버진 아일랜드를 포함한 미국 속국 및 영토의 대표자들이 대회에 참석하여 투표한다. 민주당 전당대회와 마찬가지로 공화당 전당대회는 예비선거 기간이 공식적으로 종료되고 총선 시즌이 시작되는 것을 의미한다. 2020년에는 모든 당사자가 일반적인 컨벤션을 짧은 온라인 프로그램으로 대체했다.

## 같이 보기
- 민주당 전당대회
- 미국의 역사
- 공화당 (미국)